# Johanna Fossum
Johanna Fossum (* 25. Januar 2003 in Stavanger) ist eine norwegische Handballspielerin. 

## Karriere
Johanna Fossum spielte anfangs bei den norwegischen Vereinen Havdur und Sandnes, bevor sie sich Sola HK anschloss. Nachdem die Torhüterin in der Saison 2019/20 sowohl für die U-18-Mannschaft als auch für die zweite Damenmannschaft aufgelaufen war, unterschrieb sie einen Vertrag für die Erstligamannschaft von Sola. Zur Saison 2024/25 wechselte sie zum deutschen Bundesligisten Sport-Union Neckarsulm.
Mit der norwegischen Juniorinnennationalmannschaft gewann sie den Titel bei der U-20-Weltmeisterschaft 2022.